# IKEA
IKEA (Ingvar Kamprad Elmtaryd Agunnaryd) je jedan od najvećih svjetskih koncerna koji se bavi prodajom namještaja. Osim namještaja IKEA prodaje i nekretnine, te posjeduje restorane koji se nalaze u IKEA-inim trgovačkim centrima.

## Povijest
██ Postojeće trgovine
██ Planirane trgovine
██ Zatvorene trgovine
IKEA je osnovana 1943., a osnivač je Ingvar Kamprad. Prvi prodajni centar je otvoren 1958. u Švedskoj. Nedugo nakon toga, centri se otvaraju i u Norveškoj i Danskoj. Sedamdesetih godina 20. stoljeća počela su otvaranja u ostalim dijelovima Europe i svijeta. Do danas IKEA ima 285 trgovina u 37 država svijeta. Najveće tržište IKEA danas ima u Njemačkoj, gdje postoje 43 prodajna centra. IKEA je poznata po pristupačnim cijenama, specifičnom dizajnu i katalogu, koji se godišnje proizvede u 200 milijuna primjeraka.
Godine 1982. osnovana je IKEA zaklada koja se bavi humanitarnom djelatnošću, a 2016. godine u zgradi u kojoj je djelovala prva IKEA robna kuća otvoren je IKEA muzej.
IKEA planira otvoriti svoje trgovačke centre i u Zagrebu, Splitu, Rijeci, Osijeku, Sisku. IKEA u Hrvatskoj bit će jedna od pet najvećih u Europi i 10 u svijetu. Centar u Zagrebu otvoren je u drugoj polovici 2014. godine.

## Vanjske poveznice
Mrežna mjesta
- Službeno mrežno mjesto
- IKEA Foundatoin, IKEA zaklada (engl.)
- IKEA Museum, IKEA muzej (engl.)
- Demokratski dizajn je...  Arhivirana inačica izvorne stranice od 17. kolovoza 2016. (Wayback Machine), www.callegari.hr, siječanj 2015.
- IKEA urbani vrt na krovu Drvenog nebodera, sretnamama.hr, lipanj 2016.
- Ikea najavila dosta velebno outlet naselje u Hrvatskoj, www.telegram.hr, svibanj 2016.